# ブルンジ王国

ブルンジ王国
Ubwami bw'i Burundi（ルンディ語）
Royaume du Burundi（フランス語）
Koninkrijk Boeroendi（オランダ語）
Königreich Burundi（ドイツ語）

国歌: Burundi Bwacu
我らのブルンジ

1966年の領土

ブルンジ王国（ブルンジおうこく、ルンディ語：Ubwami bw'i Burundi、フランス語：Royaume du Burundi）は、16世紀頃(1680年という説もある)から1966年まで存続した中部アフリカの国家。現在のブルンジに相当する領域に成立していた。王朝がいつ頃から始まっていたかは定かでないが、16世紀に成立したとの伝承も存在する。

## 歴史
現在のブルンジに相当する地域には、古くから先住民族の部族長による支配体制が確立していた。しかし、1884年にドイツ帝国の侵攻を受け、その植民地（ドイツ領東アフリカおよびドイツ植民地帝国を参照）となり、白人の支配を受けるようになる。ただし、伝統としての王朝の系譜が途切れることはなかった。
1918年、ドイツの第一次世界大戦における敗戦の結果、隣国のルワンダとともにルアンダ＝ウルンディとして再編され、ベルギー領になる。長く苦しい植民地支配の末、第二次世界大戦後に民族自決の機運が高まり、1962年にムワミ（国王）を元首とする伝統的な国家体制のもと独立した。
しかし、クーデターが頻発するなど国情は安定せず、1966年に最後のムワミが廃位され、ミシェル・ミコンベロを指導者とする共和国として再出発する。だが、少数派のツチ族による支配に不満を持つ多数派のフツ族が1972年に大規模な反乱を起こし、約1万人のツチ族を殺害する事件が発生した。その後もクーデターによってジャン＝バティスト・バガザが政権を奪取し、軍事独裁を開始するなど政情不安が続いた。

## 歴代国王
ブルンジの国王はムワミと呼ばれる伝統的な君主号を持つ。同時期には、ルワンダにも同様の国王が存在した。なお、国王の系譜には、伝承に基くものと現代的な系譜学に基くものが存在するため、ここではその2通りを示す。

### 伝承に基く系譜
- ンタレ1世（1530年 - 1550年）
- ムウェジ1世（1550年 - 1580年）
- ムタガ1世（1580年 - 1600年）
- ムワンブツァ1世（1600年 - 1620年）
- ンタレ2世（1620年 - 1650年）
- ムウェジ2世（1650年 - 1680年）
- ムタガ2世（1680年 - 1700年）
- ムワンブツァ2世（1700年 - 1720年）
- ンタレ3世（1720年 - 1750年）
- ムウェジ3世（1750年 - 1780年）
- ムタガ3世（1780年 - 1800年）
- ムワンブツァ3世（1800年 - 1830年）
- ンタレ4世（1830年 - 1850年）
- ムウェジ4世（1850年 - 1908年）
- ムタガ4世（1908年 - 1915年）
- ムワンブツァ4世（1915年 - 1966年）
- ンタレ5世（1966年 - 1966年）

### 現代的系譜学に基く系譜
- ンタレ3世（1680年 - 1709年）
- ムウェジ3世（1709年 - 1739年）
- ムタガ3世（1739年 - 1767年）
- ムワンブツァ3世（1767年 - 1796年）
- ンタレ4世（1796年 - 1850年）
- ムウェジ4世（1850年 - 1908年）
- ムタガ4世（1908年 - 1915年）
- ムワンブツァ4世（1915年 - 1966年）
- ンタレ5世（1966年 - 1966年）